# Epilimnion

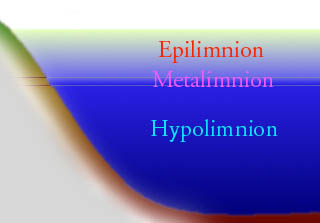
Gliederung des Sees aufgrund abiotischer Faktoren

Das Epilimnion (Epilimnial) nennt man in der physikalischen Limnologie die obere erwärmte und stark bewegte Wasserschicht in einem geschichteten stehenden Gewässer. Das Epilimnion ist durch die Sprungschicht, das Metalimnion, von der unteren Wasserschicht, dem Hypolimnion getrennt.

## Beschreibung
Im Epilimnion baut sich durch die Absorption des Sonnenlichtes (Erwärmung) den Tag über eine eigene Temperaturschichtung auf. Gleichzeitige Windeinwirkung kann eine solche Schichtung gegebenenfalls verhindern und zu einer Phase homogener Erwärmung führen. Bei abendlich abnehmender Sonneneinstrahlung und durch die nächtliche Abkühlung der Oberfläche kommt es innerhalb des Epilimnions zu Konvektionsströmungen, die das ganze Epilimnion homogenisieren und unter Umständen sogar die obersten Schichten des Metalimnions in die Durchmischung einbeziehen können. 
Nicht zu verwechseln ist das Epilimnion mit dem Mixolimnion, das in meromiktischen Seen die obere, jahreszyklisch in die Zirkulation einbezogene Schicht als Gegensatz zum Monimolimnion bezeichnet.
Im Frühjahr nimmt die schichtende Kraft der Sonneneinstrahlung zu und übertrifft im Tagesmittel immer mehr die durchmischende Kraft der Windwirkung und der nächtlichen Abkühlung. In dieser Phase nimmt die Dicke des Epilimnions immer mehr zugunsten des Metalimnions ab. Im Herbst wird die Wärmebilanz (Summe der Wärmeübertragung in einem System) negativ. Die Abkühlung unterstützt das Übergewicht der durchmischenden Prozesse. Das Epilimnion wird kälter und dabei immer dicker. Immer mehr Wasser aus dem Metalimnion wird mit nach oben eingemischt. Der Endeffekt dieses Vorganges ist die Herbstzirkulation.
Zur Entstehung von Wasserschichten kommt es aufgrund der Dichteanomalie des Wassers.